# Wojciech Dymek
Wojciech Dymek (ur. 19 września 1906, zm. 2 lipca 1970) – polski chemik, profesor Wyższej Szkoły Ekonomicznej w Krakowie od 1955. Syn Józefa i Marianny zd. Zębala.
Od 1960 wykładał także chemię farmaceutyczną na krakowskiej Akademii Medycznej.
Był autorem kilkudziesięciu prac badawczych z chemii organicznej preparatywnej.